# 17 февруари
17 февруари е 48-ият ден в годината според григорианския календар. Остават 317 дни до края на годината (318 през високосна).

## Събития
- 364 г. – Детрониран и убит е византийският император Йовиан за неговата силна привързаност към християнството.
- 1568 г. – Императорът на Свещената Римска империя Максимилиан II се съгласява да плаща ежегоден данък на османския султан.
- 1598 г. – Борис Годунов е провъзгласен за цар на Русия.
- 1600 г. – Италианският философ и астроном Джордано Бруно, обвинен в ерес, е изгорен жив на клада.
- 1742 г. – Основан е чилийският град Талка.
- 1841 г. – Създаден е окръг Грънди в щата Илинойс, САЩ.
- 1850 г. – Състои се премиерата на операта „Бал с маски“ на италианския композитор Джузепе Верди в театър „Аполо“ в Рим.
- 1867 г. – През Суецкия канал преминава първият кораб.

- 1881 г. – Във Виена се провежда конференция между Австро-Унгария, Сърбия, България и Турция за завършване на международната жп линия Виена – Цариград.
- 1887 г. – Създаден е окръг Малхиър в щата Орегон, САЩ.
- 1899 г. – Създаден е окръг Уийлър в щата Орегон, САЩ.
- 1901 г. – Основан е норвежкият футболен клуб Ранхейм Фотбал.
- 1904 г. – Състои се премиерата на операта „Мадам Бътърфлай“ на италианския композитор Джакомо Пучини в миланската Ла Скала.
- 1905 г. – В Москва анархист убива с бомба княз Сергей Александрович.
- 1915 г. – Германската армия превзема полското пристанище Мемел.
- 1925 г. – Убит е българския политик и депутат Тодор Страшимиров.
- 1933 г. – В САЩ излиза първият брой на Newsweek – седмично политическо и социално-икономическо списание.
- 1935 г. – Германия въвежда 8-часовия работен ден.
- 1941 г. – Втората световна война: Сформирана е 4-та танкова армия на сухопътните войски на Вермахта.
- 1943 г. – Приключва Воронежко-Касторненската операция.
- 1944 г. – Втората световна война: В Битката при Корсун Червената армия унищожава 30 хил. обкръжена армия на Хитлеристка Германия.
- 1945 г. – В Първа българска армия е въведена корпусна организация.
- 1960 г. – В САЩ е арестуван Мартин Лутър Кинг.
- 1964 г. – Състои се премиерата на български игрален драматичен филм „Ивайло“.
- 1972 г. – В Англия парламентът приема закон за влизане в Европейската икономическа общност.
- 1979 г. – Започва Китайско-виетнамската война: Армията на Китайската народна република нахлува във Виетнам.
- 1982 г. – В Зимбабве Робърт Мугабе поема властта с държавен преврат.
- 1983 г. – Открити са Световните зимни студентски игри в София.
- 1986 г. – Подписан е Единния европейски акт в Люксембург.
- 1990 г. – Основана е КНСБ – Конфедерацията на независимите синдикати в България.
- 1993 г. – Състои се премиерата на български игрален драматичен филм „Кръговрат“.
- 1996 г. – Изстрелян е космическият апарат на НАСА Ниър Шумейкър, чиято цел е за първи път да бъде осъществено влизане в орбита и кацане на астероид (433 Ерос).
- 1997 г. – Членство на България в НАТО: Служебното правителство с министър-председател Стефан Софиянски обявява желанието на България да стане член на НАТО.
- 2000 г. – Microsoft пуска на пазара Windows 2000.
- 2004 г. – Открит е обектът от пояса на Кайпер 90482 Оркус от Майкъл Браун.
- 2008 г. – Косово обявява независимост от Сърбия.
- 2014 г. – Полет 702 на „Етиопиън Еърлайнс“ е отвлечен над Судан от помощник пилота Хайлемедхин Абера Тегегн и е приземен в Женева, Швейцария във връзка с искане на политическо убежище за себе си.

## Родени
- 1653 г. – Арканджело Корели, италиански композитор († 1713 г.)
- 1740 г. – Орас дьо Сосюр, швейцарски геолог († 1799 г.)
- 1754 г. – Никола-Тома Боден, френски изследовател († 1803 г.)
- 1796 г. – Фредерик Уилям Бичи, английски офицер († 1856 г.)
- 1803 г. – Едгар Кине, френски политик († 1875 г.)
- 1817 г. – Вилхелм III Нидерландски, крал на Нидерландия († 1890 г.)
- 1820 г. – Анри Вийотан, белгийски цигулар († 1881 г.)
- 1826 г. – Николи Минчоолу, български общественик († 1892 г.)
- 1836 г. – Густаво Адолфо Бекер, андалуски поет († 1870 г.)
- 1837 г. – Пиер Огюст Кот, френски художник († 1883 г.)
- 1846 г. – Петко Горбанов, български педагог († 1909 г.)
- 1857 г. – Петър Данчов, български юрист († 1913 г.)
- 1860 г. – Григорий Грум-Гржимайло, руски пътешественик († 1936 г.)
- 1863 г. – Милован Милованович, сръбски юрист († 1912 г.)
- 1877 г. – Андре Мажино, френски политик († 1932 г.)
- 1879 г. – Ованес Адамян, арменски изобретател († 1932 г.)
- 1885 г. – Романо Гуардини, германски писател († 1968 г.)
- 1888 г. – Ханс Блюер, германски философ († 1955 г.)
- 1888 г. – Ото Щерн, германски физик, Нобелов лауреат през 1943 г. († 1969 г.)
- 1890 г. – Роналд Фишер, английски биолог († 1962 г.)
- 1896 г. – Младен Стоянов, български политик († 1969 г.)
- 1897 г. – Рут Брънсуик, американски психолог († 1946 г.)
- 1902 г. – Светослав Минков, български писател († 1966 г.)
- 1905 г. – Роза Петер, унгарска математичка († 1977 г.)
- 1912 г. – Андре Нортън, американска писателка († 2005 г.)
- 1917 г. – Абдур Рахман Бадави, египетски философ († 2002 г.)
- 1918 г. – Владимир Шчербицки, украински политик († 1990 г.)
- 1920 г. – Богомил Нонев, български писател († 2002 г.)
- 1923 г. – Джулио Кабианка, италиански пилот от Формула 1 († 1961 г.)
- 1925 г. – Божидар Ферянчич, сръбски историк († 1998 г.)
- 1927 г. – Леон Даниел, български режисьор († 2008 г.)
- 1929 г. – Алехандро Ходоровски, режисьор, писател, актьор и психомаг
- 1932 г. – Алфред Уордън, американски астронавт († 1967 г.)
- 1933 г. – Иван Черноземски, български лекар
- 1934 г. – Алън Бейтс, британски актьор († 2003 г.)
- 1934 г. – Илия Бручев, български инженер-геолог († 2019 г.)
- 1935 г. – Кирил Нешев, български философ († 2010 г.)
- 1935 г. – Хайнц Чеховски, германски поет († 2009 г.)
- 1936 г. – Джим Браун, американски футболист
- 1939 г. – Тома Трифоновски, български художник († 2010 г.)
- 1942 г. – Франс Гьортсен, нидерландски футболист
- 1943 г. – Марин Янев, български актьор
- 1951 г. – Барзан Ибрахим Тикрити, иракски политик († 2007 г.)
- 1952 г. – Антонина Стоянова, първа дама на България
- 1953 г. – Ален Клод Зулцер, швейцарски писател
- 1954 г. – Доста Димовска, поетеса от Република Македония († 2011 г.)
- 1954 г. – Ивайло Герасков, български актьор
- 1954 г. – Рене Русо, американска актриса и модел
- 1957 г. – Иглика Трифонова, български режисьор
- 1957 г. – Лорина Маккенит, канадска певица
- 1961 г. – Андрей Коротаев, руски историк
- 1963 г. – Майкъл Джордан, американски баскетболист
- 1965 г. – Донко Ангелов, български лекоатлет
- 1966 г. – Антон Станков, български политик
- 1970 г. – Доминик Пърсел, американски артист
- 1971 г. – Васил Спасов, български шахматист
- 1971 г. – Карлос Гамара, парагвайски футболист
- 1972 г. – Били Джо Армстронг, американски музикант (Green Day)
- 1972 г. – Милена Буржева, българска поетеса
- 1974 г. – Джери О'Конъл, американски артист
- 1979 г. – Сонгюл Йоден, турска актриса
- 1981 г. – Парис Хилтън, американска актриса
- 1982 г. – Адриано, бразилски футболист
- 1982 г. – Тимоте Атуба, камерунски футболист
- 1983 г. – Попи Морган, британска порно актриса
- 1991 г. – Венцислав Айдарски, български плувец
- 1991 г. – Ед Шийрън, британски музикант, певец и текстописец

## Починали
- 306 г. – Теодор Тирон, християнски светец (* ? г.)
- 364 г. – Йовиан, император на Византия (* 331 г.)
- 440 г. – Месроб Машдоц, арменски учен (* ок. 360)
- 1364 г. – Роман Търновски, български монах (* ? г.)
- 1371 г. – Иван Александър, български цар (* 1301 г.)
- 1411 г. – Сюлейман Челеби, турски султан (* 1377 г.)
- 1600 г. – Джордано Бруно, италиански философ (* 1548 г.)
- 1652 г. – Грегорио Алегри, италиански композитор (* 1582 г.)
- 1673 г. – Жан-Батист Молиер, френски драматург (* 1622 г.)
- 1732 г. – Луи Маршан, френски музикант (* 1669 г.)
- 1803 г. – Луи Рене Едуар дьо Роан, френски духовник (* 1734 г.)
- 1805 г. – Йозеф Николай Лауренти, австрийски зоолог (* 1735 г.)
- 1807 г. – Осман Пазвантоглу, османски политик (* ок. 1758 г.)
- 1827 г. – Йохан Хайнрих Песталоци, швейцарски педагог (* 1746 г.)
- 1856 г. – Хайнрих Хайне, германски поет (* 1797 г.)
- 1878 г. – Нешо Бончев, български възрожденец (* 1839 г.)
- 1890 г. – Кристофър Шоулс, американски изобретател (* 1819 г.)
- 1904 г. – Пьотър Вановски, руски генерал (* 1822 г.)
- 1904 г. – Херман Емингхаус, германски психиатър (* 1845 г.)
- 1905 г. – Сергей Александрович, руски княз (* 1857 г.)
- 1909 г. – Джеронимо, индиански вожд (* 1829 г.)
- 1920 г. – Йован Бабунски, сърбомански войвода (* 1875 г.)
- 1920 г. – Титю Титков (р. 1846 г.), български търговец и политик, кмет на Ески Джумая / Търговище (1887)[1]
- 1925 г. – Никодим Кондаков, руски историк (* 1844 г.)
- 1925 г. – Тодор Страшимиров, български политик (* 1880 г.)
- 1934 г. – Албер I, крал на Белгия (* 1875 г.)
- 1934 г. – Зигберт Тараш, германски шахматист (* 1862 г.)
- 1937 г. – Панайот Дворянов, български офицер (* 1856 г.)
- 1937 г. – Хуго Майзъл, австрийски футболист (* 1881 г.)
- 1941 г. – Димитър Ляпов, български революционер (* 1872 г.)
- 1944 г. – Сава Ганчев, български офицер (* 1920 г.)
- 1946 г. – Тодор Луканов, български политик (* 1874 г.)
- 1947 г. – Александър Лер, германски генерал (* 1885 г.)
- 1952 г. – Ангел Динев, български общественик (* 1891 г.)
- 1957 г. – Тома Радовски, български революционер (* 1862 г.)
- 1959 г. – Никола Икономов, български актьор (* 1896 г.)
- 1959 г. – Николай Кьостнер, естонски икономист (* 1889 г.)
- 1962 г. – Бруно Валтер, австрийски диригент (* 1876 г.)
- 1967 г. – Анри Перюшо, френски писател (* 1917 г.)
- 1969 г. – Пьотър Зинченко, съветски психолог (* 1903 г.)
- 1970 г. – Шмуел Йосеф Агнон, израелски писател, Нобелов лаурет през 1966 (* 1888 г.)
- 1976 г. – Христо Бърдаров, български офицер (* 1899 г.)
- 1977 г. – Константин Иванов Робев, български лекар (* 1897 г.)
- 1982 г. – Телониъс Монк, американски музикант (* 1917 г.)
- 1984 г. – Павел Батицки, съветски маршал (* 1910 г.)
- 1986 г. – Джиду Кришнамурти, индийски философ (* 1895 г.)
- 1994 г. – Иван Врачев, български политик (* 1921 г.)
- 1996 г. – Ерве Базен, френски писател (* 1911 г.)
- 1998 г. – Ернст Юнгер, германски писател (* 1895 г.)
- 1999 г. – Курт Айслер, австрийски лекар (* 1908 г.)
- 2003 г. – Христо Данов, български юрист (* 1922 г.)
- 2004 г. – Хосе Лопес Портило, президент на Мексико (* 1920 г.)
- 2005 г. – Омар Сивори, аржентински футболист (* 1935 г.)
- 2019 г. – Шабан Шаулич, сръбски певец (* 1951 г.)
- 2023 г. – Кеазим Исинов, български художник, живописец (* 1940 г.)[2]

## Празници
- Косово – Ден на независимостта (от Сърбия, 2008 г.)